# ステント
ステントとは、人体の管状の部分（血管、気管、食道、十二指腸、大腸、胆道など）を管腔内部から広げる医療機器である。多くの場合、金属でできた網目の筒状のもので、治療する部位に応じたものを用いる。

## 語源
「ステント」の語源としては、19世紀の英国の歯科医であったチャールズ・ステント(Charles Thomas Stent)の名前に由来するといわれている。

## 主なステント治療
狭心症・急性心筋梗塞・急性冠症候群
冠動脈の狭窄している部分にステントを留置して血管内部から支え、狭窄を改善して十分な血流を得る治療方法である。先端にステントを載せたバルーンを持つカテーテルを、大腿動脈や腕の動脈から血管に挿入する。バルーンを狭窄部に進め、そこで広げるとステントも広がり、狭窄が改善される。広がったステントを残してバルーンカテーテルを抜き取ってもステントは血管内に残り、狭窄部分を内側から支え続ける。ステントは異物であるので、ステント血栓症の発生の可能性があり、この予防のためにステント留置後、低用量アスピリン長期投与と、P2Y12受容体拮抗薬（一般的にはクロピドグレル）の1年間投与による2剤抗血小板療法が有用であると報告されている。ポリマーにエベロリムスなどの薬剤を溶出するようにし、再狭窄を防ぐ薬剤溶出ステント (DES) も実用化されている。海外では、留置後一定期間経過した後に生体に分解・吸収されるステントも発売されている。
大動脈瘤
癌による気管や食道、十二指腸、大腸、胆道などの狭窄
癌により気管や食道、十二指腸、大腸、胆道が狭窄し、呼吸不全や食事が取れなくなることや、便通不全を防ぐ。当然のことながら、癌そのものの治療ではないが、癌が切除不能の場合、患者の生存期間中のQOLを維持するために、使用される。胆道ステントの場合は、胆汁が肝臓内から排出されることを助け、よって黄疸の発生を防ぐ。
脳梗塞
バルーン、もしくはフィルターを狭窄部位より脳に近いところに準備したあと、狭窄部位を風船で広げ、その後にステントが格納されたカテーテルを狭窄のあった部位まで誘導して留置する。
ステントグラフト内挿術
1990年頃よりアルゼンチンのパロディ医師によって始められた、大動脈瘤治療に対する治療方法の一つ。ステントと一体化した人工血管を動脈瘤に内挿し瘤内への血流を遮断し、瘤の破裂を予防する治療方法。主には自己拡張型のステントにダクロン素材の人工血管が装着されたステントグラフトをそれが収納されたデリバリーシステムごと、大腿動脈などよりオーバーザワイヤーにて治療部位にアプローチし展開拡張することによって治療効果を得る。

## ステントの種類
- 素材としては医療用ステンレスである316Lステンレス、タンタル、コバルト合金、ニチノール（英: nitinol、ニッケル・チタン合金）
- 製法としては、金属製の筒をレーザーカットして形成した物、短いセルを連結した物、ワイヤーを編んで形成したものなどがある。
- 金属が露出したベアメタルステントと、ベアメタルステントにePTFE膜（センチュリーメディカル社 Niti-s ComViステント）、シリコン膜（ボストン・サイエンティフィック社 胆管用カバードウォールステント）、ポリウレタン膜（ボストン・サイエンティフィック社 ウルトラフレックス気管・気管支用ステント/メディコス・ヒラタ社 胆管用カバードスパイラルZステント）などを被せたカバードステントがある。また、ダクロン膜を被せた胆管用カバードステントも過去には存在した。これらのカバードステントは現在は主に非血管系で多く用いられている。ePTFE膜を用いたカバードステントは主に冠動脈用として用いられている。
- 薬剤溶出性ステント (Drug Eluting Stents: DES) はベアメタルステントの表面に、細胞増殖を抑制する薬剤を塗布している。薬剤は1～3ヶ月程度で溶出する。薬剤の塗布および溶出のコントロールのためにポリマーを使うのが一般的である。
- 留置方法から、バルーンエクスパンダブルタイプ（バルーン拡張型）とセルフエクスパンダブルタイプ（自己拡張型）に大別される。主に胸腔内の血管（冠動脈、小児肺動脈など）にはバルーンエクスパンダブルタイプ、それ以外の末梢血管及び胆管、消化管にはセルフエクスパンダブルタイプが用いられる事が多い。
- バルーンエクスパンダブルタイプは内側から狭窄部を支え、対してセルフエクスパンダブルタイプは内側から広げ続ける。
- 大動脈用ステントグラフトもカバードステントの一種で、膜には主にダクロン膜とePTFE膜が用いられている。日本におけるステントグラフトとして、企業製の物が認可されるまでは大口径Zステントにシンウォール人工血管を装着した自作ステントグラフトなどが用いられてきた。現在は企業製の物として以下の物が市場に供給されている。

腹部大動脈瘤治療用
- クックジャパン株式会社　　　　　ゼニスFlex AAA エンドバスキュラーグラフト
- ジャパンゴアテックス株式会社　　エクスクルーダーY字型ステントグラフトシステム
- 日本ライフライン株式会社　　AFX2ステントグラフトシステム
- 日本メドトロニック株式会社　　　ENDURANTステントグラフトシステム

胸部大動脈瘤治療用
- ジャパンゴアテックス株式会社　　ゴアC-TAG胸部大動脈ステントグラフトシステム
- クックジャパン株式会社　　　　　ゼニスTX2 TAAエンドバスキュラーグラフト
- 日本メドトロニック株式会社　　　VALIANT Captivia胸部ステントグラフトシステム
- テルモ株式会社         RELAY plus
- 川澄化学株式会社       Najuta